# Christoph Riedweg

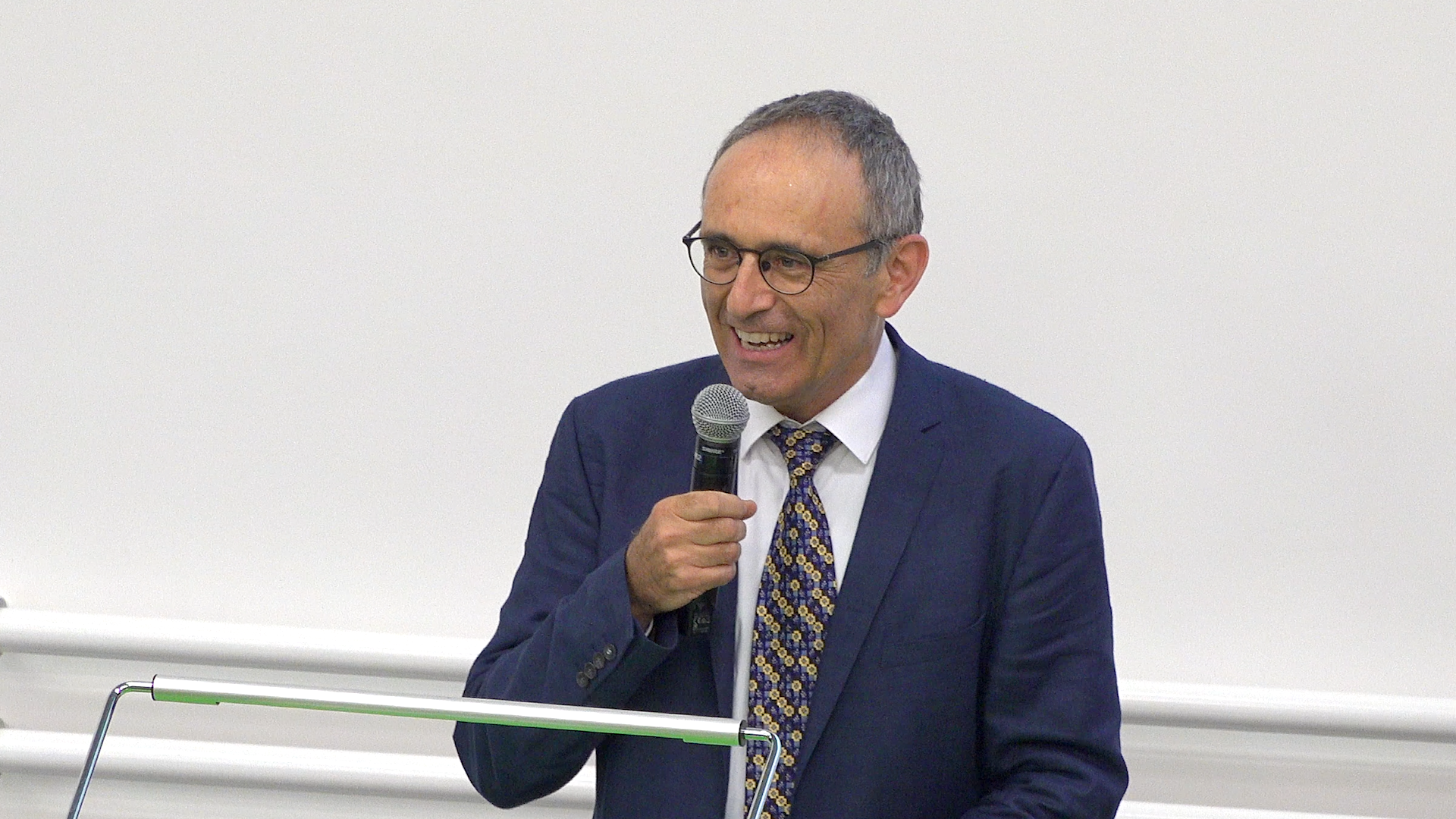
Christoph Riedweg (2020)

Christoph Riedweg (* 26. Dezember 1957 in Zug) ist ein Schweizer Altphilologe (Gräzist) und ehemaliger Direktor des Istituto Svizzero di Roma.

## Leben
Nach Ablegung der Matura Typus A am Gymnasium Einsiedeln studierte er von 1977 bis 1983 Klassische Philologie mit Hauptfach Griechisch und Musikwissenschaft in Zürich. 1983 erwarb er das Lehrdiplom für Orgel beim Schweizerischen Musikpädagogischen Verband (SMPV) und 1984 das Diplom für das Höhere Lehramt in Latein und Griechisch. 1985 wurde er in Zürich promoviert. Von 1983 bis 1988 und von 1991 bis 1993 wirkte Riedweg als Assistent am Klassisch-Philologischen Seminar in Zürich. Dazwischen weilte er als Stipendiat des Schweizerischen Nationalfonds in Oxford, Löwen/Louvain-la-Neuve und München. Von 1993 bis 1996 war er C4-Professor für Klassische Philologie (Gräzistik) an der Johannes Gutenberg-Universität Mainz und von 1996 bis Januar 2023 Ordinarius für Klassische Philologie / Gräzistik an der Universität Zürich. Von April 2005 bis Januar 2013 wirkte er als Direktor des Istituto Svizzero di Roma und war vom Herbstsemester 2018 bis zum Frühjahrssemester 2022 Vorsitzender des ZAZH – Zentrum Altertumswissenschaften Zürich der Universität Zürich.
Christoph Riedweg beschäftigt sich mit Themen der griechischen Dichtung, Philosophie und Religionsgeschichte (unter anderem Orphik und Pythagoreismus), wobei er auch deren Rezeption in der jüdisch-hellenistischen und der altchristlichen Literatur sowie die bis heute fortdauernde Aktualität insbesondere der politischen Philosophie der Antike berücksichtigt.
Er ist im Laufe seiner Karriere Mitherausgeber zahlreicher Zeitschriften und Reihen gewesen, darunter der Hypomnemata (seit 1997).
2022 erhielt Christoph Riedweg den Lehrpreis / Credit Suisse Award for Best Teaching der Universität Zürich.
Zu seiner Emeritierung am Ende des Herbstsemesters 2022 haben Camille Semenzato und Lucius Hartmann unter dem Titel «Von der Antike begeistert! Philologie, Philosophie, Religion und Politik durch drei Jahrtausende» eine Festschrift beim Schwabe Verlag publiziert.
Seit 2024 ist Christoph Riedweg Co-Präsident der Grünliberalen Stadt Zürich, Kreis 7 & 8.

## Schriften (Auswahl)
- Mysterienterminologie bei Platon, Philon und Klemens von Alexandrien (= Untersuchungen zur antiken Literatur und Geschichte. Band 26). Walter de Gruyter, Berlin/New York 1987.
- Jüdisch-hellenistische Imitation eines orphischen Hieros Logos – Beobachtungen zu OF 245 und 247 (sog. Testament des Orpheus) (= Classica Monacensia. Band 7). Narr, Tübingen 1993
- Ps.-Justin (Markell von Ankyra?), Ad Graecos de vera religione (bisher „Cohortatio ad Graecos“). Einleitung und Kommentar (= Schweizerische Beiträge zur Altertumswissenschaft. Band 25). 2 Teilbände, Schwabe, Basel 1994.
- Pythagoras: Leben – Lehre – Nachwirkung. Eine Einführung. C. H. Beck, München 2002 (2., korrigierte Auflage 2007; 3. Auflage 2017).
  - Englische Übersetzung: Pythagoras. His Life, Teaching, and Influence. Ithaca 2008) (überarbeitete Paperback-Edition der Erstauflage 2005, welche viele vom Verlag zu verantwortende Fehler enthielt, siehe Corrigenda (PDF-Datei; 204 kB);
  - Italienische Übersetzung: Pitagora. Vita, dottrina e influenza. Presentazione, traduzione e apparati a cura di Maria Luisa Gatti. Milano 2007.
- Discorsi d’attualità. Dal “postmoderno” ai nuovi orizzonti della cultura (= Biblioteca di testi e studi. Band 913). Carocci editore, Rom 2013.
  - Deutsche Fassung: Nach der Postmoderne. Aktuelle Debatten zu Kunst, Philosophie und Gesellschaft (= Schwabe reflexe. Band 34). Schwabe, Basel 2014.
  - Französische Fassung: Discours d'actualité. Du „postmoderne“ aux nouveaux horizons de la culture (= Varia. Band 112). Librairie Droz, Genf 2014.
- Kyrill von Alexandrien, Werke Bd. I: »Gegen Julian«, Teil 1: Buch 1–5. Herausgegeben von Christoph Riedweg (in Zusammenarbeit mit Wolfram Kinzig, Gerlinde Huber-Rebenich, Stefan Rebenich, Adolf Martin Ritter und Markus Vinzent, und unter wissenschaftlicher Mitarbeit von Thomas Brüggemann, Michael Chronz, Nicola Schmid-Dümmler, Regina Füchslin, Elena Gritti, Ruth E. Harder, Kaspar Howald, Christian Oesterheld, Andreas Schatzmann und Camille Semenzato). Mit einer allgemeinen Einleitung von Christoph Riedweg und Wolfram Kinzig (= Die Griechischen Christlichen Schriftsteller. Neue Folge, Band 20). Walter de Gruyter, Berlin/Boston 2016.
- als Herausgeber mit Christoph Horn und Dietmar Wyrwa: Die Philosophie der Antike 5: Philosophie der Kaiserzeit und der Spätantike (Grundriss der Geschichte der Philosophie. Völlig neu bearbeitete Ausgabe). 3 Teilbände, Schwabe, Basel 2018.